# فدریکا چزارینی
فدریکا چزارینی (ایتالیایی: Federica Cesarini؛ زادهٔ ۲ اوت ۱۹۹۶) قایقران روئینگ زن اهل ایتالیا است.
وی در مسابقات کشوری و بین‌المللی در مجموع برندهٔ ۱ مدال طلا شده‌است.